# ISO 3166-2:VU

Vanuatu - mapa provincií

Kódy ISO 3166-2 pro Vanuatu identifikují 6 provincií (stav v roce 2015). První část (VU) je mezinárodní kód pro Vanuatu, druhá část sestává ze tří písmen identifikujících provincii.

## Seznam kódů
```
VU-MAP 
Malampa
 (Lakatoro)
VU-PAM Pénama (Longana)
VU-SAM Sanma (Luganville)
VU-SEE Shéfa (
Port Vila
)
VU-TAE Taféa (
Isangel
)
VU-TOB Torba (Sola)
```